# Artenik Arabadžijan
Artenik Arabadžijan (in bulgaro Артеник Арабаджиян?; Haskovo, 16 febbraio 1930 – New York, 1º maggio 2017) è stato un cestista, allenatore di pallacanestro e arbitro di pallacanestro bulgaro, membro del FIBA Hall of Fame dal 2009 in qualità di arbitro. Il suo nome figura anche traslitterato come Artenik Arabadjan.

## Carriera
Da cestista ha vinto 4 volte il Campionato bulgaro. È stato arbitro FIBA dal 1967 al 1983. Ha diretto in tre edizioni dei Giochi olimpici: Monaco 1972, Montreal 1976 e Mosca 1980. Ha arbitrato al Mondiale 1974 e 1978, ed in sei edizioni dei FIBA EuroBasket.
Insieme a Renato Righetto, fu il secondo arbitro della controversa finale olimpica del 1972.
Ha terminato la carriera arbitrale nel 1983.

## Palmarès
- Coppa di Bulgaria: 2

Balkan Botevgrad: 1987, 1988